# James W. Black
Sir James Whyte Black (Uddingston, 1924. június 14. – London, 2010. március 22.) skót farmakológus. Kifejlesztette a szívbetegségek kezelésében használt propranololt és a gyomorfekély ellen alkalmazott cimetidint. 1988-ban Gertrude B. Elionnal és George H. Hitchings-szel megosztva elnyerte az orvostudományi Nobel-díjat „a gyógyszeres kezelés fontos alapelveit érintő felfedezéseiért”.

## Pályafutása
James W. Black 1924. június 14-én született a lanarkshire-i Uddingstonban. Apja bányamérnök, anyja háztartásbeli volt, James volt öt fiuk közül a negyedik. Egyik bátyja példáját követve orvos szeretett volna lenni, de a család nem engedhette meg magának a taníttatását, azonban elnyert egy ösztöndíjat a St Andrew's Universityre. Klinikai gyakorlata során úgy tapasztalta, hogy a páciensekkel gyakran érzéketlenül bánnak, és ez elvette kedvét a betegellátástól. Ezért, amikor 1946-ban megkapta orvosi diplomáját, inkább az egyetemen keresett kutatói és oktatói állást; R. C. Garry laboratóriumában tanulmányozta a szénhidrátok felszívódását a bélrendszerben. A következő évben anyagi okok miatt (az egyetemi tandíjra kölcsönt vett fel, frissen házasodott és a kutatói fizetés nem volt túl magas) elfogadta a szingapúri Malaya Egyetem meghívását, és feleségével együtt Ázsiába költözve három évig élettant tanított.
Amikor 1950-ben visszatért Skóciába, az újonnan létrehozott Glasgow-i Állatorvosi Főiskola élettani tanszékének vezetését ajánlották fel neki. Black az új főiskolán létrehozott egy modern élettani laboratóriumot, melyben az oktatási funkciók mellett a gyomorsav-kiválasztódást tanulmányozta. Eközben együttműködött egy glasgow-i sebésszel, George Smithszel, aki angina pectorisban szenvedő betegekben mérte az oxigénellátottságot. Black úgy vélte, hogy a nagy oxigénigényű stresszhelyzeteket az adrenalin receptorának gyógyszeres blokkolásával lehetne kezelni. 1958-ban fel is adta tanári pozícióját, és az Imperial Chemical Industries (ICI) gyógyszergyártónál kezdett kutatóként dolgozni. Az adrenalinkötő béta-receptor ismert antagonistáinak módosításával néhány éven belül kifejlesztette a propranololt, az első bétablokkolót. A gyógyszer nagy sikert aratott, széleskörűen hatékony volt számos szív- és érrendszeri betegségben (mint az angina pectoris, magas vérnyomás, infarktus, szívritmuszavar), de színészek és énekesek is szedték a lámpaláz leküzdésére. Voltak, akik a digitálisz bevezetése óta a legfontosabb szívgyógyszernek tartották.
1964-ben új kutatásokat szeretett volna indítani, hogy a gyomorsavtermelés részleges blokkolásával enyhítse a gyomorfekély tüneteit. Az ICI-t nem érdekelte a téma, ezért felmondott, és átment a Smith, Kline & French céghez, ahol kilenc évet töltött el. Előző kutatásaihoz hasonlóan a H2-receptorok hisztamin-kötését gátolta és a 70-es évek elejére kifejlesztette a cimetidint, az első H2-blokkolót.
Sikeres farmakológusként úgy vélte, hogy akadémiai körökben is megfelelő kutatási szabadsággal rendelkezne, és 1973-ban elfogadta a University College London ajánlatát farmakológiai tanszéke vezetésére. Új orvosi kémiai kurzust indított, de néhány éven belül csalódott az anyagi támogatás szűkössége miatt, és 1978-ban a leendő Nobel-díjas John Vane hívására csatlakozott a Wellcome Research Laboratorieshez. Itt analitikai farmakológiával foglalkozott, de miután Vane-nel összeveszett, 1984-ben felmondott, és a King’s College London farmakológiaprofeszoraként működött tovább. 1992-ben visszavonult, professor emeritus státuszt vett fel és egyúttal kancellárja lett a Dundee-i Egyetemnek, ahol egyetemistaként klinikai gyakorlatát végezte. Egyúttal a King’s College-ben is fenntartotta laboratóriumát egészen 2002-ig. 1988-ban a Johnson & Johnson szponzorálásával megalapította a James Black Alapítványt, amely 25 kutatót támogatott a receptorok farmakológiájának tanulmányozásában.

## Elismerései
James W. Black a gyógyszerészet tudományát megújító felfedezéseiért 1988-ban – George H. Hitchingsszel és Gertrude B. Elionnal megosztva – orvostudományi Nobel-díjban részesült. Ezenkívül 1976-ban beválasztották a Royal Society tagjai közé, 1981-ben II. Erzsébet brit királynő lovaggá ütötte, 2000-ben kitüntették az Order of Merittel, 2004-ben pedig a Royal Medallal. Miután 2006-ban visszavonult kancellári székéből, a Dundee-i Egyetem róla nevezte el új orvostudományi kutatási épületét. Halála után a 20. század legnagyobb skót tudósaként is emlegették.

## Családja
James Black az egyetemen ismerkedett meg Hilary Joan Vaughannel, akivel 1946-ban összeházasodtak. Stephanie lányuk 1951-ben született. Hilary 1986-ban meghalt, Black pedig 1994-ben újraházasodott, Rona MacKie professzornőt vette feleségül. Munkatársai szerint szerény, visszahúzódó, fanyar humorú ember volt. Mikor megmondták neki, hogy elnyerte a Nobel-díjat, úgy reagált „Bárcsak kéznél lenne a bétablokkolóm!”.
James W. Black 2010. március 22-én halt meg hosszú betegség után, 85 éves korában.